# Love Kills (utwór muzyczny Roberta Bellarosy)
Love Kills – utwór belgijskiego piosenkarza Roberta Bellarosy, wydany cyfrowo w 2013. Piosenkę napisali Jukka Immonen i Iain Farquharson.
W 2012 utwór zwyciężył w konkursie organizowanym przez radio VivaCité, podczas którego wybierana była konkursowa propozycja dla Roberta Bellarosy, reprezentanta Belgii w 58. Konkursie Piosenki Eurowizji organizowanym w Malmö. 14 maja został zaprezentowany w pierwszym półfinale Eurowizji 2013 i z piątego miejsca awansował do rozgrywanego cztery dni później finału, w którym zajął 12. miejsce po zdobyciu 71 punktów, w tym maksymalnej noty 12 punktów z Holandii.

## Lista utworów
- Digital download[7]

1. „Love Kills” – 3:00

## Notowania na listach przebojów
| Kraj     | Lista (2014)              | Najwyższe miejsce |
| -------- | ------------------------- | ----------------- |
| Belgia   | Top 50 Singles (Walonia)  | 6                 |
| Belgia   | Top 50 Singles (Flandria) | 15                |
| Szwecja  | Top 60 Singles            | 29                |
| Holandia | Top 100 Singles           | 71                |